# Tsuzuki (Jokohama)
Tsuzuki (jap. 都筑区 Tsuzuki-ku) – jedna z 18 dzielnic Jokohamy, stolicy prefektury Kanagawa, w Japonii. Ma powierzchnię 27,87 km². W 2020 roku mieszkały w niej 213 152 osoby, w 84 264 gospodarstwach domowych  (w 2010 roku 201 306 osób, w 75 004 gospodarstwach domowych).
Dzielnica została założona 6 listopada 1994 roku. Położona jest w północnej części miasta. Graniczy z dzielnicami Kōhoku, Midori i Aoba.

## Miejscowe atrakcje
- Muzeum Historii w Jokohamie